# François-Xavier Bellamy
Pour les articles homonymes, voir Bellamy.
François-Xavier Bellamy, né le 11 octobre 1985 à Paris, est un professeur agrégé de philosophie, essayiste et homme politique français.
Adjoint au maire de Versailles de 2008 à 2019, il est tête de liste aux élections européennes de 2019 pour Les Républicains (LR). Élu député européen, il siège au sein du groupe du Parti populaire européen (PPE), dont il préside la délégation française.
Il est nommé vice-président exécutif des Républicains en 2023. Il est réélu parlementaire à l'issue des élections européennes de l'année suivante, après avoir une nouvelle fois conduit la liste LR.

## Situation personnelle

### Origines et formation
François-Xavier Bellamy est né le 11 octobre 1985 à Paris. Fils d'un cadre d'entreprise et d’une professeure de français, il passe sa jeunesse à Versailles, dans le département des Yvelines, et effectue sa scolarité à l'école privée Sainte-Marie des Bourdonnais, puis au lycée privé Notre-Dame-du-Grandchamp. Il passe par le scoutisme à l’Association des guides et scouts d'Europe, notamment en occupant les responsabilités d'assistant du commissaire national éclaireur pour les scouts marins et de chef de la Passerelle (équipe responsable du scoutisme marin) en 2009.
Après des classes préparatoires au lycée Henri-IV (section A/L) à Paris, il intègre l’École normale supérieure en 2005, dans le but de devenir professeur de philosophie,. Dans le cadre de sa scolarité, il effectue des stages au sein des rédactions du Times et du Sunday Times à Londres.

### Professeur de philosophie
Après avoir obtenu une maîtrise de philosophie à l'université Paris-Sorbonne, il est reçu à l'agrégation de philosophie en 2008,.
Après une année de césure (2008-2009) où il travaille en cabinet ministériel[Lesquels ?] et enseigne dans les lycées privés Sainte-Geneviève et Notre-Dame-du-Grandchamp à Versailles, il suit l'IUFM et son stage d'enseignement (2009-2010), puis enseigne comme professeur agrégé titulaire. Entre 2009 et 2011, il enseigne la philosophie au lycée Auguste-Renoir d'Asnières, puis au lycée Louis-Bascan à Rambouillet et au lycée hôtelier de Guyancourt,.
Depuis 2011, il est en détachement dans le privé et enseigne la philosophie en classes préparatoires littéraires à l'École normale catholique (ENC), dite lycée Blomet, dans le 15e arrondissement de Paris,.
En 2013, François-Xavier Bellamy crée à Paris « Les Soirées de la Philo »,, un cycle de conférences bimensuelles de philosophie ouvertes au grand public. Elles se déroulent au lycée Saint-Jean-de-Passy les deux premières années (2013-2015) puis sont transférées au théâtre de l'Œuvre en septembre 2015 en raison de leur succès. Elles sont organisées par l'association Philia, constituée à cette occasion, et que préside Bellamy. Le succès de ces soirées rassemblant un nombre croissant de participants, il déménage en septembre 2016, au théâtre Saint-Georges à Paris, puis en 2018 au théâtre Hébertot, et en septembre 2023 au théâtre Édouard-VII où il rassemble près de 800 jeunes une fois par mois.
Le 9 octobre 2023, il remplit les 2 000 places de l'Olympia, à l'occasion de « La Nuit de la Philo », une conférence organisée pour fêter les dix ans des « Soirées de la Philo », rythmée par les interludes d'une violoncelliste arménienne. 
François-Xavier Bellamy donne aussi des conférences sur les sujets de l'éducation, de la transmission et des enjeux économiques et sociaux dans des séminaires de formation destinés à la jeunesse (tels que l'Institut de formation politique ou Acteurs d'avenir), aux entrepreneurs et dirigeants d'entreprise (tels que l'association CroissancePlus ou l'université Hommes-Entreprises du CECA au château Smith Haut Lafitte), ou à des laïcs catholiques engagés dans la vie politique et culturelle (tels qu'ICHTUS ou Renaissance catholique). Il fait également des interventions dans des lycées, grandes écoles et universités (telles que pour l'association des étudiants d'HEC, European Horizons ou d'Audencia, Iségoria).
Depuis 2014, il est membre associé de l'Académie des sciences morales, des lettres et des arts de Versailles et d'Île-de-France.

### Vie privée
Il annonce en juin 2024 être fiancé avec une femme travaillant dans l'univers maritime. Il n'a pas d'enfants.

## Parcours politique

### Collaborateur en cabinet ministériel
En 2006, en parallèle de sa scolarité à l'École normale supérieure, il entre comme chargé de mission au cabinet du ministre de la Culture et de la Communication, Renaud Donnedieu de Vabres qui l'a repéré à l'occasion d'une polémique sur la tenue d'une exposition à Versailles. Après la victoire de Nicolas Sarkozy à la présidentielle 2007, il rejoint le cabinet de la garde des Sceaux, ministre de la Justice, Rachida Dati, pendant une année de césure (2008-2009). Il est alors chargé des études et de la rédaction des discours. Il intègre ensuite, comme chargé de mission, le cabinet de Nathalie Kosciusko-Morizet, nommée secrétaire d'État chargée de la Prospective et du Développement numérique puis ministre de l'Écologie (2009-2010).

### Adjoint au maire de Versailles

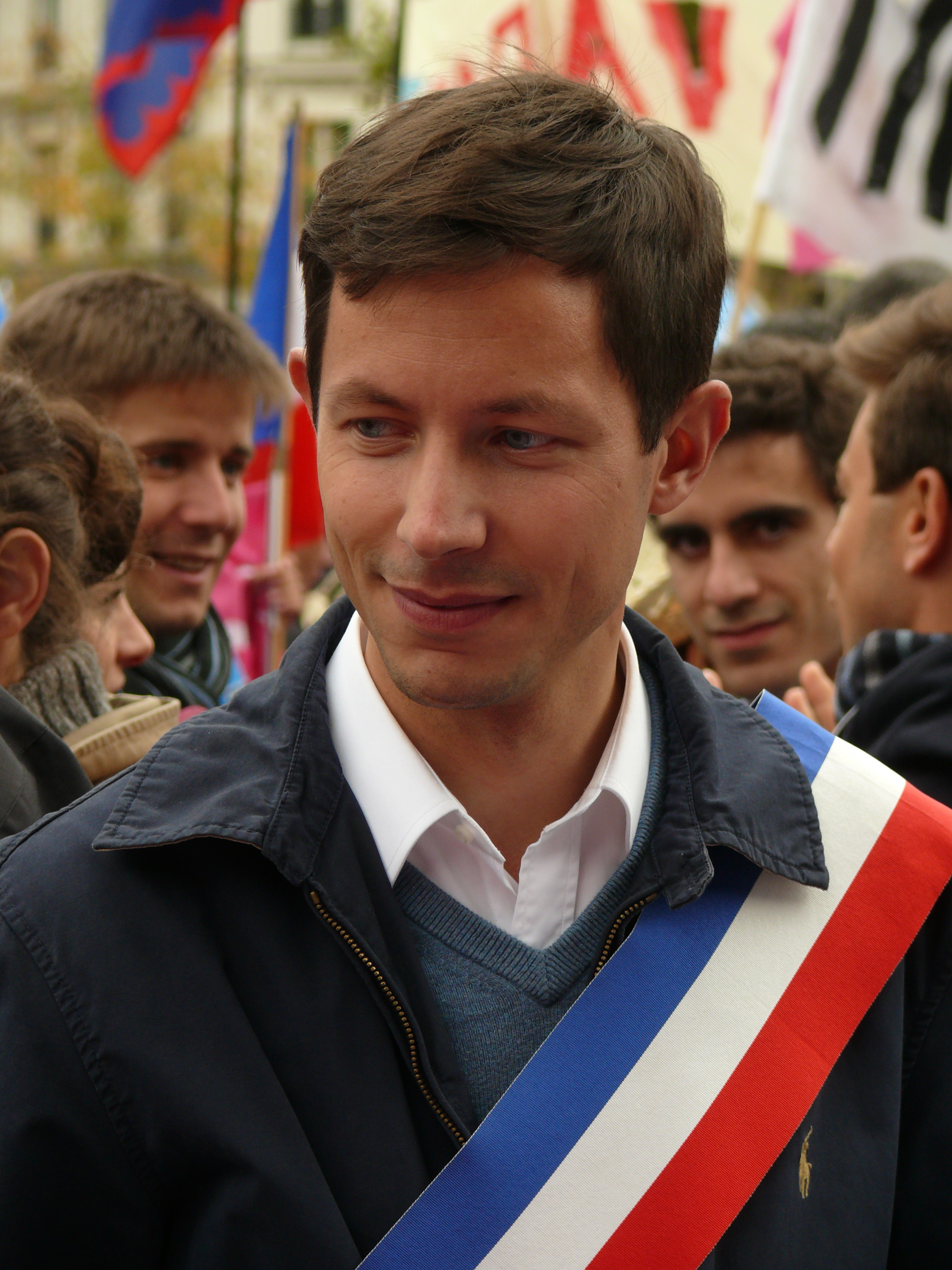
François-Xavier Bellamy en 2014.

En vue des élections municipales de 2008 à Versailles, François de Mazières demande à François-Xavier Bellamy, qui n'a jamais été membre d'un parti politique, de rejoindre sa liste divers droite. Celle-ci l'emporte avec 63,39 % des voix au second tour et il devient le plus jeune adjoint au maire d’une grande ville de France, chargé de la Jeunesse et de l'Enseignement supérieur. Il y lance « les Vendredis du rock », « l'Atelier », un lieu de travail et club culturel inauguré en janvier 2011, ainsi que le forum « 24 heures vers l’emploi ». Il préside à titre bénévole la mission locale intercommunale de Versailles qui accompagne chaque année environ 2 000 jeunes vers la formation et l'emploi. À l'occasion des élections municipales de 2014, la liste de François de Mazières dont il fait partie, l'emporte à nouveau, avec 55,03 % des voix au premier tour.
Le 4 juillet 2019, à la suite de son élection comme député européen, il démissionne de sa fonction d'adjoint au maire, restant conseiller municipal.

### Élections législatives de 2017
François de Mazières annonce en janvier 2017 qu'il ne souhaite pas briguer un nouveau mandat de député dans la première circonscription des Yvelines, en raison de la loi sur le cumul des mandats. Il se prononce pour une candidature de François-Xavier Bellamy, qui accepte de se présenter aux élections législatives de juin 2017 et qui se voit investi peu après par le parti Les Républicains face à trois autres candidats,. Il est battu au second tour par le candidat de LREM, Didier Baichère, qui l'emporte avec 51,06 % des voix, soit avec 825 voix d’écart,.
Peu de temps après cette élection, il décline la proposition de La République en marche de l'investir tête de liste pour les élections sénatoriales de 2017 dans les Yvelines.
En juin 2018, comme il déclare l'avoir promis lors de sa campagne pour les élections législatives, il rend publique la création du mouvement politique « Unis pour servir », aussi dénommé « Servir. », créé en novembre 2017. Il en prend la présidence pour « préparer le terrain pour la reconquête dans cinq ans ».

### Au sein des Républicains
Dans le prolongement de son opposition à la loi Taubira, il prépare en 2013 la création de Sens commun, mouvement intégré à l'UMP (devenue LR) issu de La Manif pour tous. Quelques semaines avant son lancement, il renonce cependant à y participer et même à y adhérer. Il obtient l'investiture LR dans les Yvelines aux élections législatives de 2017, de préférence à Laurence Trochu, alors présidente de ce mouvement.

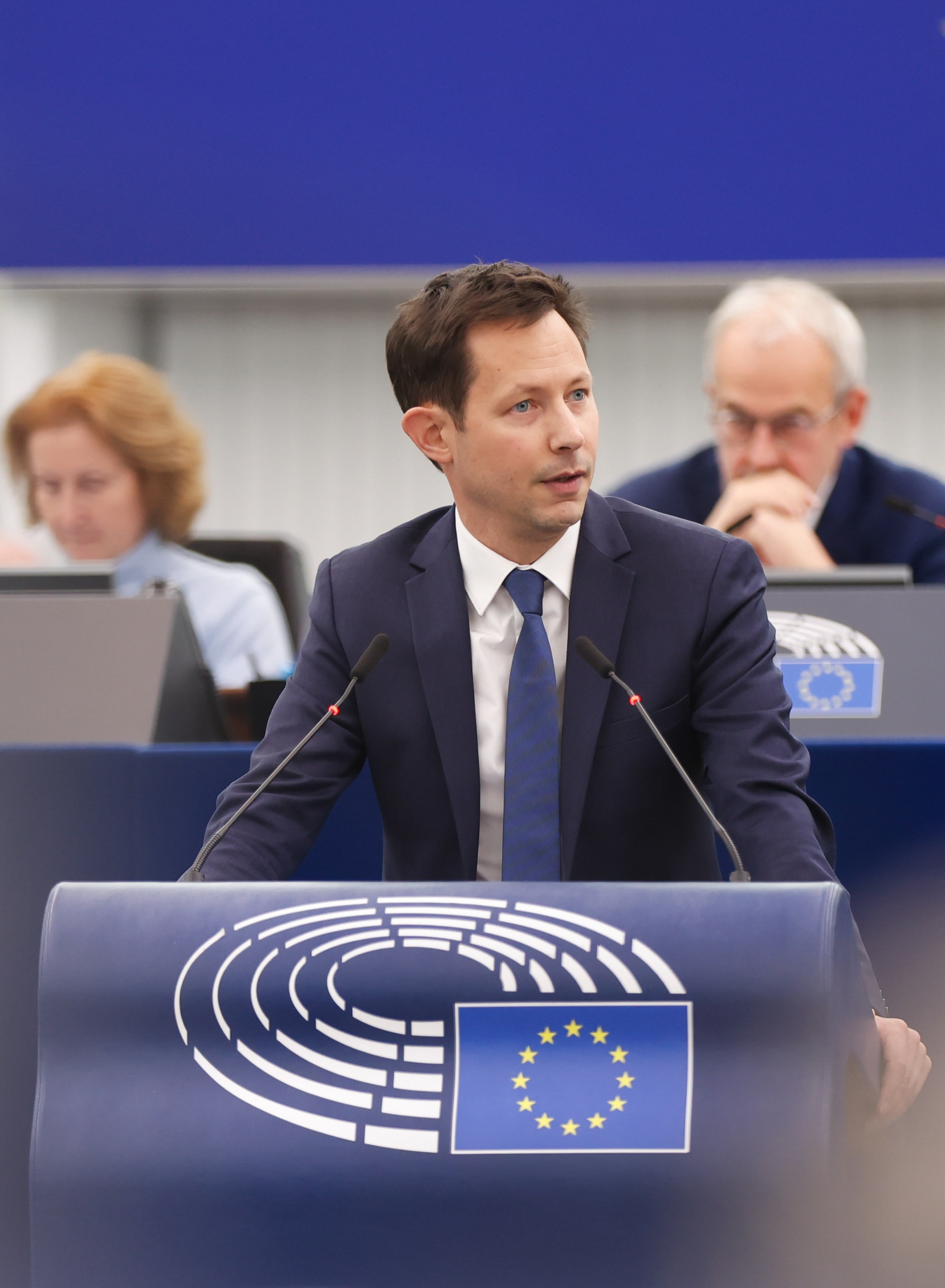
François-Xavier Bellamy en 2023.

Sans être adhérent au parti, François-Xavier Bellamy est considéré, à l'automne-hiver 2017, comme un intellectuel influent au sein des Républicains, participant à ses Ateliers de la refondation et à une convention de Force républicaine, micro-parti présidé par Bruno Retailleau et fondé par François Fillon ; il aurait aussi retenu l'attention de Laurent Wauquiez, qui est présenté comme l'un de ses « fan[s] ».
En novembre 2018, il refuse d'intégrer le contre-gouvernement du parti. En décembre 2018, Laurent Wauquiez lui rend un hommage appuyé devant les militants de Sens commun.
Il adhère finalement au parti à la fin de janvier 2019, quelques jours avant sa désignation comme tête de liste aux élections européennes. Après le scrutin, il préside la délégation LR au Parlement européen.
À la suite de la démission de Laurent Wauquiez de la présidence du parti dans la foulée des élections européennes, François-Xavier Bellamy refuse d'apporter son soutien à l'un des candidats à sa succession. En septembre 2019, il est un des invités de l'université d'été du mouvement Oser la France, fondé par le député gaulliste Julien Aubert, candidat à la présidence de LR.
Dans la perspective de l'élection présidentielle de 2022, il préconise un rapprochement avec le journaliste d'extrême droite Éric Zemmour, à la droite de la communication lepéniste, qui annonce sa candidature à cette élection à l’automne 2021, afin de faire face au « défi de civilisation » qui s’annoncerait.
François-Xavier Bellamy est nommé vice-président exécutif de LR le 18 janvier 2023, sous la présidence d'Éric Ciotti.
En vue des élections législatives de 2024 faisant suite à la dissolution de l'Assemblée nationale par Emmanuel Macron après les élections européennes, il prend cette fois parti pour ne pas écarter l'union des droites avant et après le scrutin, surtout avec le Rassemblement national, changeant de position communiquée, et se rapprochant sans la rejoindre de l'aile dissidente alliée au RN sous l'égide d'Éric Ciotti, alors même qu'il s'agissait de sa première prise de parole comme co-responsable par intérim (avec Annie Genevard) de chef des Républicains après cette scission. Contredisant encore une autre ligne, fixée par Gérard Larcher, il dit comme une évidence qu'il exprimera une préférence pour le RN s'il est confronté en tant qu'électeur à la nécessité prioritaire selon lui de faire barrage à un supposé péril civilisationnel très à gauche. Lorsque les résultats du premier tour de ces législatives sont annoncés, c'est, seulement, le danger qu'incarnerait l'« extrême gauche » qu'il érige en ennemi en déclarant que « la droite n'a pas disparu », et cela ne le conduit pas à revendiquer une opposition à l'union des droites incluant le RN, mais à indiquer que le parti LR demeuré indépendant n'appelle pas à faire barrage à l'extrême droite lors du second tour.

### Élections européennes de 2019

#### Désignation comme tête de liste
À l'automne 2018, les médias font part de l’intention de Laurent Wauquiez de lui confier la tête de liste du parti Les Républicains pour les élections européennes de 2019,,. Marion Maréchal déclare alors que sa désignation serait un signe d'« un discours de plus en plus proche du Front national » et rendrait possible une alliance entre LR et le RN. Mais selon France Inter, il est peu enclin à favoriser l'union des droites, « surtout avec le Rassemblement national ». Le 29 janvier 2019, il est désigné pour conduire la liste LR, avec Agnès Evren, proche de Valérie Pécresse, et Arnaud Danjean, ancien soutien d'Alain Juppé, en deuxième et troisième positions. Le parti s’allie avec Les Centristes (LC) et Chasse, pêche, nature et traditions (CPNT).

#### Déroulement de la campagne

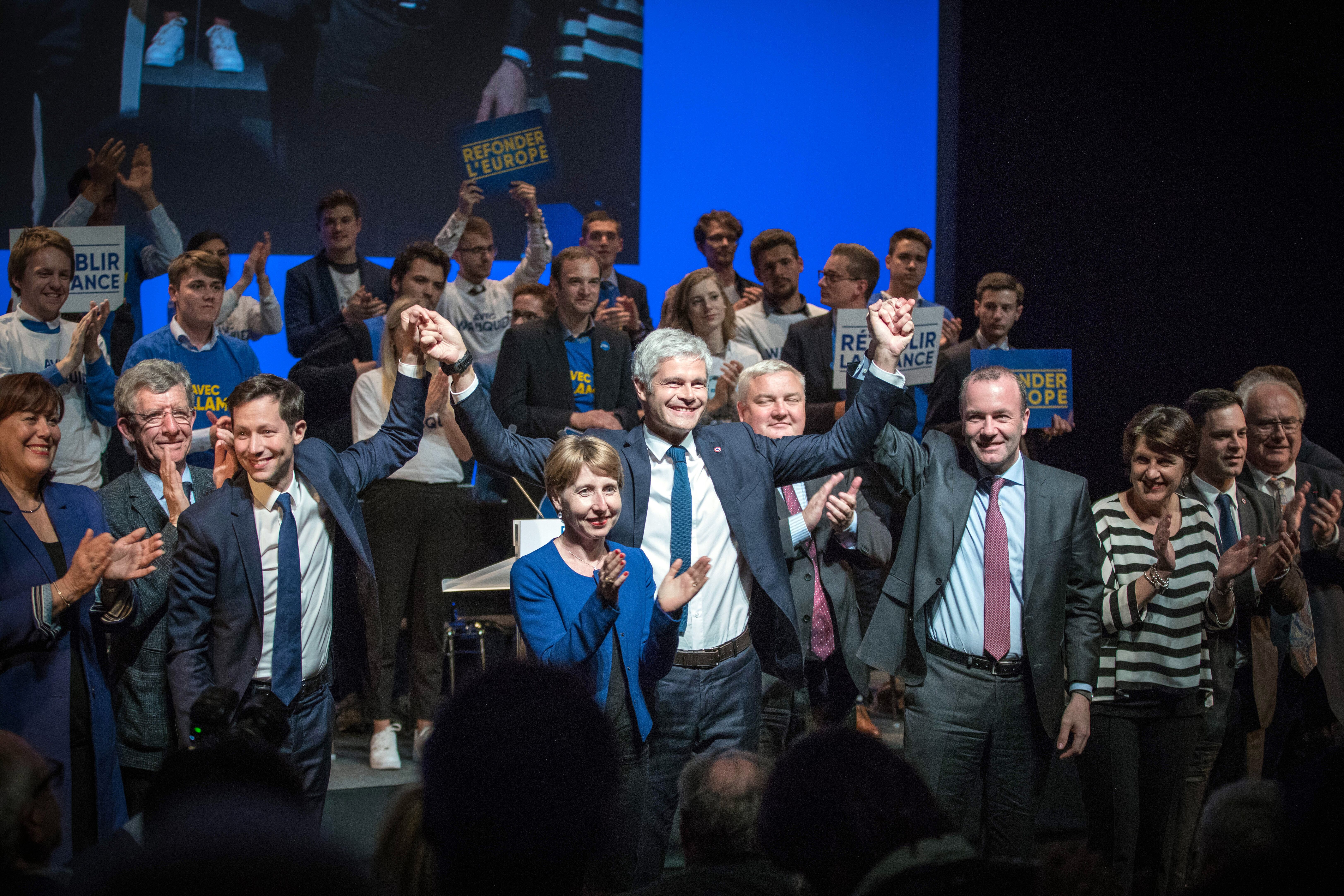
Meeting LR le 26 avril 2019 à Strasbourg. De gauche à droite : François-Xavier Bellamy, Laurent Wauquiez et Manfred Weber.

La campagne menée par François-Xavier Bellamy défend « les valeurs », « la civilisation » et « la tradition chrétienne » de l'Europe,. Pour lutter contre le réchauffement climatique, il assume une forme de protectionnisme économique en proposant l'instauration d'une « barrière écologique pour protéger le marché européen ». Sur l'immigration, il appelle à une « vraie stratégie contre l’immigration illégale » et à la mise en place d'une « double frontière » en Europe, autour de l’espace Schengen et pour permettre à chaque État de maîtriser sa politique migratoire.
Sa campagne est marquée par plusieurs polémiques, à l'occasion desquelles plusieurs responsables LR le critiquent,,. Bien qu'il se défende de vouloir en faire un thème de mobilisation électorale et qu'il voit dans la mise en avant du sujet une volonté de le caricaturer, il doit se justifier dans les premiers jours suivant sa désignation comme tête de liste sur son positionnement hostile à l'interruption volontaire de grossesse,. En février, il déclare que « ce qui est certain, c'est qu'entre la vision d'Emmanuel Macron et la vision de Marine Le Pen, [il] serai[t] clairement plutôt du côté d'Emmanuel Macron » ; les cadres du RN et de DLF, tentant d'amalgamer l'élu LR à LREM, amènent Bellamy à réaffirmer son souverainisme en déclarant qu'« il ne peut y avoir une souveraineté européenne puisqu’il n’y a pas de peuple européen »,. Par ailleurs, il est « recadré » par Michel Barnier pour s’être prononcé en faveur d’une renégociation de l'accord sur le Brexit. En outre, il déclare « ne pas croire en la démocratie européenne », puis soutient la présence de Viktor Orbán au sein du PPE, tout en condamnant sa campagne hostile à Jean-Claude Juncker,. Enfin, à l'approche du scrutin, il salue la décision de justice qui suspend l'autorisation donnée aux médecins de mettre un terme aux soins de Vincent Lambert ; ses opposants rappellent alors ses déclarations de 2015 selon lesquelles « décider ainsi de sa vie ou de sa mort […] est en soi seul un crime contre l’humanité ».
Dans ses réunions publiques, il soulève l’enthousiasme des militants, ainsi que de personnalités comme Laurent Wauquiez et Hervé Morin,. Les médias évoquent alors une « Bellamy mania »,,. Plusieurs personnalités initialement réticentes à sa candidature (Valérie Pécresse, Michel Barnier, Gérard Larcher, Christian Estrosi) lui apportent leur soutien. Durant cette période, sa liste est créditée de 12 à 15 % dans les sondages, ce qui est apprécié comme une « remontada », après un début de campagne parfois jugé plus sévèrement par l'opinion et les commentateurs. Tout en exprimant son soutien à la liste, Nicolas Sarkozy refuse de participer activement à la campagne,,. À la veille du scrutin, François Fillon renouvelle son soutien à François-Xavier Bellamy,.

#### Résultat
La liste qu'il conduit ne finit qu'en quatrième position, avec 8,48 % des suffrages exprimés et seulement huit élus (contre 20,81 % et 20 députés en 2014). Ce résultat, qualifié de « débâcle », est le plus faible de histoire du principal parti de droite. 
Au niveau européen, le Parti populaire européen perd 34 sièges au total, dont 12 en France (liste LR-LC-CPNT). Le directeur de campagne Geoffroy Didier attribue cet échec en partie à sa prise de position dans l'affaire Lambert, mais la responsabilité ne lui est pas exclusivement imputée, Laurent Wauquiez se voyant davantage critiqué,,.
Alors que Valeurs actuelles assurait que Laurent Wauquiez, à ce moment président de LR, voulait imposer Geoffroy Didier, François-Xavier Bellamy est finalement confirmé à la tête de la délégation LR au Parlement européen.

### Élections européennes de 2024
En janvier 2024, François-Xavier Bellamy est désigné tête de liste des Républicains aux élections européennes de juin suivant. La deuxième sur sa liste est Céline Imart, exploitante agricole et porte-parole d'Intercéréales,.
Il est réélu député européen avec cinq autres personnes de sa liste le 9 juin 2024. Sa liste obtient 7,25 % des voix, soit deux sièges de moins et 1,2 point de moins qu'en 2019.

### Exercice de son mandat de député européen

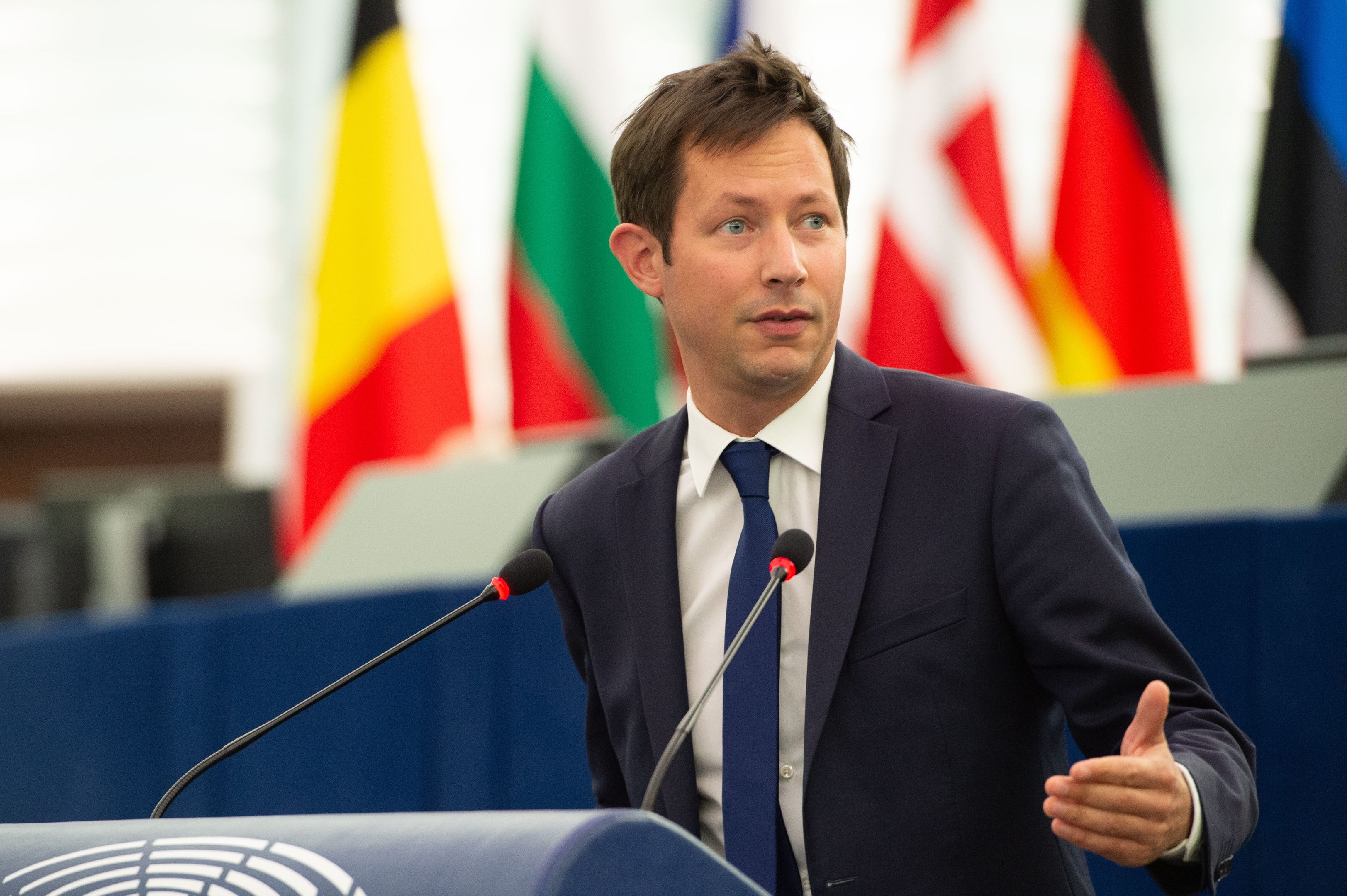
François-Xavier Bellamy au Parlement européen en 2021.

Membre du groupe du Parti populaire européen (PPE) au Parlement européen à partir de son élection de 2019, François-Xavier Bellamy dirige la délégation française du PPE au titre du parti LR.
Durant son premier mandat, il est membre de la commission de l'industrie, de la recherche et de l'énergie (ITRE) et de la commission de la pêche (PECH). Après sa réélection en 2024, il siège à la commission des libertés civiles, de la justice et des affaires intérieures (LIBE) et à la commission des affaires constitutionnelles (AFCO).
En juillet 2024, le groupe politique de Rima Hassan au Parlement européen, le groupe de la Gauche, la propose comme vice-présidente de la sous-commission des droits de l'homme. François-Xavier Bellamy fait alors jouer de ses relations pour bloquer son élection à ce poste en l'accusant d'antisémitisme. Rima Hassan publie en réaction plusieurs messages sur X, comme « Pour le moment, François-Xavier Bellamy et ses petits copains, proches du régime génocidaire israélien, dorment bien la nuit. Ça ne va pas durer. », ou encore « La lâcheté qui vous anime ici est la même que celle qui est dans votre regard vide et fuyant quand je vous croise dans les couloirs du Parlement européen. Tremblez. Ce n’est que le début. ». À la suite de ces messages, Bellamy porte plainte pour « menace et incitation à commettre un crime ou un délit contre un élu », estimant qu'elle l'a « désigné nommément à la vindicte des milieux islamistes ». Rima Hassan porte plainte de son côté pour diffamation publique et dénonciation calomnieuse,.

## Synthèse des résultats électoraux

### Élections législatives
| Année | Parti | Parti | Circonscription  | 1er tour | 1er tour | 1er tour | 2d tour | 2d tour | 2d tour |
| Année | Parti | Parti | Circonscription  | Voix     | %        | Rang     | Voix    | %       | Issue   |
| ----- | ----- | ----- | ---------------- | -------- | -------- | -------- | ------- | ------- | ------- |
| 2017  |       | LR    | 1re des Yvelines | 12 801   | 27,49    | 2e       | 19 052  | 48,94   | Battu   |

### Élections européennes
Les résultats ci-dessous concernent uniquement les élections où il est tête de liste.
| Année | Parti | Parti        | Circonscription | Voix      | %    | Rang | Sièges obtenus |
| ----- | ----- | ------------ | --------------- | --------- | ---- | ---- | -------------- |
| 2019  |       | LR (LC-CPNT) | France          | 1 920 407 | 8,48 | 4e   | 8 / 79         |
| 2024  |       | LR (LC)      | France          | 1 794 134 | 7,25 | 5e   | 6 / 81         |

## Prises de position

### Sensibilité générale
François-Xavier Bellamy est généralement présenté comme un conservateur, la plupart du temps « de droite »,, mais aussi « inclassable » et « bouleversant les clivages traditionnels ». Proche d'Hubert Védrine et d'Édouard Balladur, il se montre aussi prompt à vanter « le verbe » et les campagnes « magnifiques » de Jean-Luc Mélenchon, la « cohérence de la vision écologique » et la « lucidité » de José Bové, ainsi que certaines prises de positions du patron de la CFDT, Laurent Berger, que celles-ci soient en faveur de l’universalité des allocations familiales ou bien d'une sortie de la crise des Gilets jaunes. Il partage également la volonté de Michel Onfray de « rendre la culture à tous », et salue la « rigueur intellectuelle » d'Alain Finkielkraut.
Bien que lui-même refuse l'étiquette de conservateur, et critique l'immobilisme qui peut y être attaché, il est cité parmi les « nouveaux conservateurs », qui font l'objet d'un essai de la rédactrice en chef adjointe de La Vie, Pascale Tournier, désignant sous cette appellation « ces conservateurs à la française [qui] s’accordent à peu près tous sur un projet qui tourne autour de l’idée de limite » et « demandent des repères dans le temps et dans l’espace », parmi lesquels figurent aussi Eugénie Bastié, Mathieu Bock-Côté et Natacha Polony,. Pour Les Inrocks, ceux-ci « n’hésitent pas à brouiller les lignes entre droite traditionnelle et extrême droite », une analyse que démentent les déclarations de Bellamy pour qui « le Front national ne sera jamais qu'une impasse pour les électeurs qui se tournent vers lui », en tant que « formidable machine à empêcher le renouveau, et à maintenir en fonction les tenants de la déconstruction ».
Au cours de la campagne des élections européennes de 2019, il dénonce comme des « caricatures stupides » les déclarations de Jean-Christophe Lagarde, candidat de l'UDI, le positionnant « à l'extrême droite de LR » et de la tête de liste écologiste Yannick Jadot, qui l'avait qualifié de « national-populiste ».
Pendant la campagne de l'élection présidentielle française de 2022, il est conseiller spécial de la candidate LR Valérie Pécresse[réf. nécessaire] Il indique qu'il votera pour Éric Zemmour si celui-ci se trouve face à Emmanuel Macron lors du deuxième tour. Par ailleurs, il donne son parrainage à Éric Zemmour pour éviter une « crise démocratique majeure ».

### Union européenne
En 2005, il vote contre la ratification du traité établissant une constitution pour l'Europe. En 2017, il déclare se référer à Jean-Pierre Chevènement sur la question européenne. Le Figaro le décrit en 2018 comme une figure susceptible de « réconcilier souverainistes et pro-européens » dotée d'une « solide culture européenne » et capable de « porter le débat européen à un haut niveau ».
Il refuse l'étiquette de souverainiste, qu'il juge « réductrice ». Il estime qu'il n'existe pas de peuple européen et que par conséquent il ne peut y avoir « [d']exercice démocratique unifié ». Il insiste sur le fait qu’il n’y a pas « d’État européen, il y a une civilisation européenne » puisque la démocratie se vit « à l’échelle des peuples ». Il se dit en faveur d'une « alliance de démocraties », notamment afin de traiter la question migratoire et écologique.
Hostile au fédéralisme européen, il se prononce en faveur d'une coopération renforcée entre les pays européens comme alliance de nations souveraines. Il estime antidémocratique l'établissement d'une armée européenne et s'y oppose aussi en raison de la diversité des règles d'engagement et du caractère régalien de cette compétence, considérant une défense commune comme irréalisable.
Il affirme en 2019 vouloir bâtir « une Europe du patrimoine », en consacrant une partie du budget de l’Union européenne à la « protection et valorisation du patrimoine européen ».

### Économie

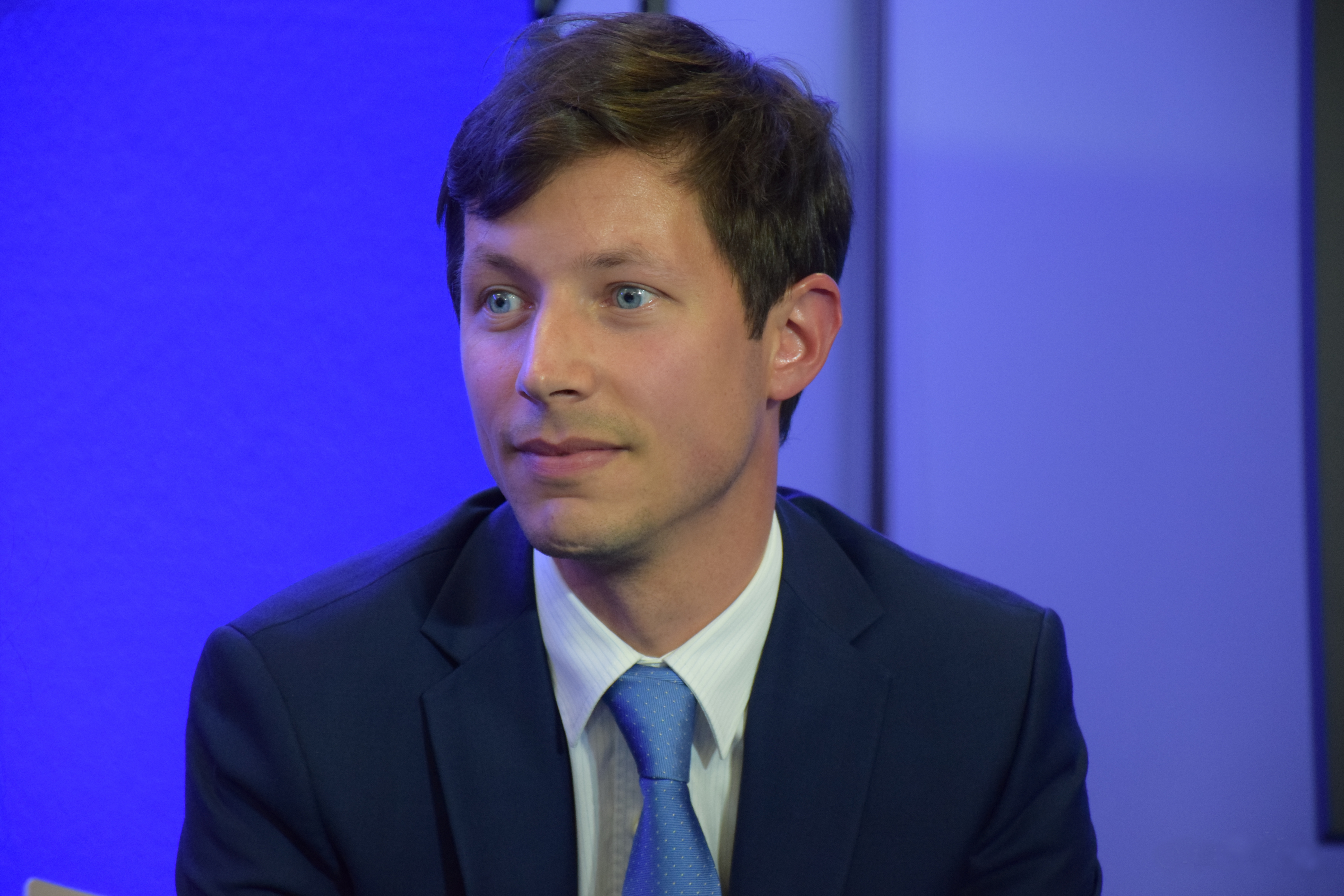
François-Xavier Bellamy en 2016.

Favorable à l'entreprise, il critique cependant la croissance économique et le libre-échange comme fin en soi, affirmant notamment qu'il n'aurait pas voté en faveur des traités de libre-échange avec les États-Unis (TAFTA) et le Canada (CETA). Selon lui, ces accords ne permettent pas d’obtenir une « réciprocité qui serait l’équilibre élémentaire pour pouvoir défendre l’intérêt de nos entreprises ». Il considère que les peuples européens « subissent » la mondialisation et « payent les conséquences de la guerre commerciale ».
Critiquant l'excès de la pression fiscale en France, il souhaite une baisse de la fiscalité et des dépenses publiques. En juillet 2025, il prend position contre le principe d'une « année blanche », piste évoquée le jour-même par le ministre du commerce extérieur, Laurent Saint-Martin, consistant à geler pour un an les retraites, les prestations sociales ou le barème de l’impôt sur le revenu pour réaliser des économies. Selon lui, ce serait « l’inverse de la bonne stratégie », car il vaudrait mieux selon lui « s’attaquer de très près à la dépense sociale dans notre pays, qui est devenu (…) un problème majeur », citant le revenu de solidarité active et les allocations de chômage.

### Éducation
Il est l'un des premiers à dénoncer une « crise de la transmission » au sein de la société, en regrettant que l'Éducation nationale soit devenue le système « le plus inégalitaire de tout l’OCDE ». En 2012, il publie dans Libération une première tribune remarquée sur le sujet, intitulée « Jeunes de France, battez-vous », en réponse à la tribune de Félix Marquardt publiée quelques jours plus tôt, intitulée « Jeunes de France, votre salut est ailleurs : barrez-vous ! ». En 2014, il publie un essai sur la crise de la culture et de la transmission intitulé Les Déshérités, ou l’urgence de transmettre (voir la section Essayiste), qui rencontre un succès de librairie qui le conduit à animer plusieurs centaines de conférences partout en France. Lors de ces rendez-vous, il vante les bienfaits d’une « culture enracinée, fruit d’une longue maturation, dont le flambeau passe d’une génération à l’autre ».

### Immigration
Il se prononce en faveur d'un meilleur contrôle des frontières, prônant une coopération renforcée entre États européens pour « mettre fin au flux et à la traite d’êtres humains ». Il propose ainsi d'allouer plus de moyens à l'Agence européenne de contrôle des frontières, Frontex. Il fustige la loi Asile et Immigration, permettant le regroupement familial des mineurs étrangers isolés en France, qu'il qualifie de « catastrophique ».

### Laïcité
Le Journal du dimanche le présente comme un « fervent défenseur de la laïcité ». Inquiet de la communautarisation des débats, il affirme en novembre 2018 avoir été « scandalisé par la façon dont Emmanuel Macron a invité les catholiques à s'engager en politique pour défendre leurs valeurs », estimant que la politique ne doit pas être le lieu où des lobbies ou communautés s'affrontent pour imposer leurs valeurs. Il prône une laïcité qui permette à la politique d'être « la recherche partagée du bien et du juste, pas le lieu d'expression des convictions particulières et religieuses ! ».

### Écologie
En janvier 2019, il propose de financer la lutte contre le réchauffement climatique en faisant payer les importateurs en France de produits qui ne respectent pas « les normes environnementales que nous imposons à nos propres entreprises ».
En 2023, il affirme au micro de France Inter que la convention citoyenne pour le climat contenait des propositions trop radicales sur l'environnement pour être concrètement mises en œuvre.

### Société
François-Xavier Bellamy intervient régulièrement dans les médias sur les sujets de société, notamment ceux qui touchent à la famille et à la bioéthique. Il y défend l’idée de « repères » et de « limite », dans le but de préserver les « grands équilibres » menacés par la « force corrosive de l’individualisme ». En 2013, il participe au mouvement des "Veilleurs", donne fréquemment des conférences, et est l'auteur de plusieurs tribunes en opposition au projet de loi d'ouverture du mariage aux couples homosexuels et à l’extension de la procréation médicalement assistée aux femmes seules et couples de femmes. Ces propositions s’inscrivent selon lui dans une logique de dérégulation comparable à la dérégulation de « la finance, [du] rapport à la consommation et à l’environnement », et qui franchit « la dernière frontière avant le transhumanisme ». En 2023, s'inscrivant dans l'idée philosophique d'une « rupture éthique fondamentale, mais aussi une transformation complète de tout l'univers de soins », il se déclare opposé à une libéralisation de l'euthanasie. Sur le suicide assisté, il critique la méthode utilisée pour traiter la question et l'opacité supposée de la convention citoyenne (voir la section Conventions citoyennes). En outre, il considère que le président de la République Emmanuel Macron a le tort de se replier, par des positions, sur de telles questions sociétales, qui sont selon François-Xavier Bellamy libérales et critiquables et vise principalement à faire diversion, plutôt que lutter contre des urgences fondamentales dans la société, n'ayant « plus la main sur rien ».

#### Interruption volontaire de grossesse (IVG)
Il reprend les mots même de Simone Veil en affirmant que « tout avortement est et restera un drame », et il dit avoir participé à plusieurs reprises à la marche pour la vie. Cependant, il estime qu'« aujourd’hui, personne en France ne pense qu’il est possible d’abroger la loi Veil », et interrogé dans le cadre des élections européennes de 2019, il confirme qu'« il n'est pas question de revenir sur la loi Veil ». Il se dit en faveur d'une politique de santé publique visant à « faire baisser le nombre d'avortements en France », « indépendamment de tout jugement moral ou de toute considération religieuse »,.

#### Procréation médicalement assistée (PMA)
En 2019, il s'oppose à certaines dispositions du projet de loi bioéthique, qui annonceraient selon lui « le monde de l’inhumain ». Il estime que la « PMA pour toutes » participerait d'« un choix [de société qui] sera notre malédiction ». Critiqué pour cette déclaration, il reçoit le soutien nuancé de Bruno Retailleau, qui n'aurait « pas utilisé le terme de malédiction », mais en comprend l'utilisation,. Contrairement à Jean Leonetti, président par intérim des Républicains, et plusieurs dirigeants qui s'étaient engagés contre le mariage homosexuel en 2013, François-Xavier Bellamy annonce qu'il participera à la manifestation anti-PMA organisée le 6 octobre 2019 par La Manif pour tous, l'Alliance VITA et des Veilleurs.

#### Conventions citoyennes
En 2023, même s'il salue le travail des participants à la convention citoyenne sur la fin de vie, il critique le principe même de Convention Citoyenne en lui reprochant paradoxalement d'être antidémocratique. Selon lui, son utilisation par le président de la République Emmanuel Macron est une manière hypocrite de contourner les institutions et notamment le Parlement. De plus, François-Xavier Bellamy estime que les propositions des conventions citoyennes ne sont pas représentatives de ce que pense réellement la majorité populaire, et ne débouchent pas nécessairement sur des propositions réalistes. Il cite en exemple la convention sur le climat, qui, selon lui, a conduit à des propositions "trop radicales" pour être réellement mises en œuvre. Il affirme que ce décalage est lié à l'unicité des sujets traités par ces conventions. Traiter un seul sujet ne permettrait pas selon lui une approche générale d'une problématique, là où le gouvernement devrait avoir une vision plus globale des interactions entre les différents enjeux.

### Relations France-Algérie
Interviewé sur les relations entre les gouvernements français et algériens lors du "Grand rendez-vous Europe 1-CNews-Les Echos", le 5 juillet 2025, jour anniversaire de l'indépendance de l'Algérie, François Bellamy estime que « dans l'immédiat, la première chose à faire, c'est d'engager le bras de fer indispensable pour faire valoir nos principes, la libération de Boualem Sansal, nos intérêts, le respect absolu de notre souveraineté sur le plan migratoire ». Cette courte déclaration est précédée d'une contextualisation du jour, de quelques secondes: « on ne peut pas ne pas voir, qu'effectivement le régime algérien, quand il fête son indépendance, ne fait rien d'autre, en fait, que d'insulter, la France, d'insulter les dirigeants français, qui osent enfin parler clair sur la manière dont ce régime se comporte, et je pense en particulier à Bruno Retailleau, qui est insulté en permanence par les radios et télévisions algériennes »,,,.

## Essayiste

### Les Déshérités
Dans un premier essai paru en 2014, il analyse la crise de la culture et la faillite de l’Éducation nationale comme une crise de la transmission, y compris par l'inégalité des chances, à l'école. Cet essai est intitulé Les Déshérités. Son titre comme son contenu font subtilement écho aux Héritiers de Pierre Bourdieu, paru cinquante ans plus tôt, où le sociologue expliquait les mécanismes de reproduction sociale des élites au sein de l’institution scolaire, considérant que l’héritage familial - surtout culturel - entretenait des inégalités d’accès à la culture légitime, système qui favorise la reproduction sociale et, ce faisant, les héritiers. Le système éducatif a alors remplacé l’acquisition du savoir par la production par l’élève de son propre savoir, et le « cours magistral » a été remplacé par l’« itinéraire de découverte ».
Pour Bellamy, c’est précisément ce refus de transmission à l'aspect progressiste libéral qui est à l’origine de la faillite de la culture. Ce refus procède selon lui d’une idéologie dont les principaux représentants seraient René Descartes, qui oppose raison et transmission et appelle à se défaire de toutes les opinions reçues auparavant, Jean-Jacques Rousseau, qui estime que la culture pervertit l'homme et l'éloigne de son état idéal de nature, et Pierre Bourdieu lui-même, qui considère que la valorisation du capital culturel au niveau de l'école engendre la reproduction sociale des familles des élites.
Ce livre rencontre un important succès avec plus de 60 000 exemplaires vendus, et est traduit en plusieurs langues. Il reçoit le prix Henri-Malherbe de l'Association des écrivains combattants et le prix d'Aumale de l'Institut de France, décerné sous la coupole de l'Académie française. Il est finaliste du prix Femina essai et du prix des Impertinents. À la suite de sa publication, François-Xavier Bellamy a donné près de 200 conférences en France, à l’invitation d’étudiants, enseignants, libraires, associations culturelles, etc..

### Demeure
En 2018, il publie un essai intitulé Demeure sur la fascination du mouvement qui caractérise selon lui l'ère moderne, et dans laquelle il voit la cause de la crise de sens qui affecte l’Occident. Depuis la chute du mur de Berlin, la modernité se caractérise selon lui non pas tant par le règne de la raison critique contre la tradition que par l’idéologie du changement, par l’avènement d’une société liquide où rien ne doit faire obstacle à la fluidité universelle. Au lieu d’être une transition vers un objectif entre deux états stables, le changement devient un objectif en soi, le fait d’être en marche devient une finalité. « Vers où aller ? Il semble qu'aujourd'hui il manque le but qui donne un sens au mouvement ». À cette question, Bellamy propose une réponse : vers notre maison, habiter notre demeure. Il propose de renverser la perspective, plutôt que de regarder tout changement comme un progrès, voir ce qui est bon dans le réel, habiter le présent, s’émerveiller de ce qui est et préserver ce qu’il a de meilleur,.
À l’occasion de la sortie de son livre Demeure en octobre 2018, il fait la une du Figaro Magazine, qui titre : « Le nouveau philosophe. À 32 ans, François-Xavier Bellamy redonne des idées à la droite ».

## Ouvrages
- Les Déshérités ou l'urgence de transmettre, Paris, Plon, 28 août 2014, 207 p. (ISBN 978-2-259-22343-0)[161],[162]
- Les Plus Beaux Discours à la jeunesse, Paris, J'ai lu, coll. « Librio », 13 janvier 2016, 96 p. (ISBN 978-2-290-12061-3)[163]
- Éduquer avec Rousseau, Paris, SOS Éducation, coll. « Réfléchir avec », 17 juin 2016, 32 p. (ISBN 978-1-0939-8112-4 et 1-0939-8112-1)[164]
- A la jeunesse : De Saint-Exupéry à Steve Jobs, de grandes voix appellent à vivre intensément, Paris, J'ai lu - Librio, coll. « Librio Idées », 2016, 104 p. (ISBN 978-2-290-12061-3)
- Pourquoi enseignons-nous ? : Ecole du sens, sens de l'école, Paris/Lyon, SOS Education, coll. « Réfléchir », 2016, 144 p. (ISBN 979-10-93981-01-7)
- Éduquer avec Rousseau : Conférence à destination des parlementaires prononcée le 20 mai 2015, Paris, SOS Education, coll. « Réfléchir », 2016, 32 p. (ISBN 979-10-93981-12-3)
- Demeure : Pour échapper à l'ère du mouvement perpétuel, Éditions Grasset, coll. « essai français », 2018, 272 p. (ISBN 978-2-246-81559-4, EAN 9782246815587)[165]
- Préface de Une guerre juste ? : Du code de Hammurabi aux défis contemporains, réflexions sur l'éthique militaire, Alisio, 12 mars 2019, 269 p. (ISBN 978-2379350139), du général Renaud de Malaussène
- Espérer, Paris, Grasset, 11 octobre 2023, 192 p.  (ISBN 978-2-246-82097-0)[166]